# Ordgarius magnificus
Ordgarius magnificus is een spinnensoort in de taxonomische indeling van de wielwebspinnen (Araneidae).
Het dier behoort tot het geslacht Ordgarius. De wetenschappelijke naam van de soort werd voor het eerst geldig gepubliceerd in 1897 door William Joseph Rainbow.